# Guthrum

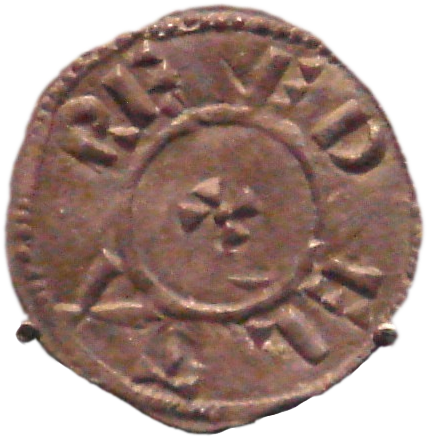
Mynt från vikingakungen Guthrum (år 880)

Guthrum, Gudrum eller Guðrum (Guttorm, Gorm) var en kung över Östangeln i Danelagen, ett vikingastyrt område i England i slutet av 800-talet. 
Guthrum, som talade dansk tunga, omtalas första gången i skriftliga källor år 875. Han uppges ha haft en egen här med vilken han förde krig mot kung Alfred den store. Alfred besegrade Guthrum 878 i slaget vid Ethandun (Edington). Därefter slöt man fred och Guthrum lät döpa sig och antog då namnet Æthelstan. Vid dopet var Alfred den store hans gudfar. Guthrum lär ha slagit sig ned i Östangeln. Han avled troligen 890.

## Populärkultur
Guthrum har figurerar ofta som en antagonist i populärkulturella återberättanden av Alfred den Stores liv. I De blodiga sköldarna spelas han av Michael York och där är han filmens huvudsakliga antagonist. Ivar Benlös framställs som hans krigshövding. I Bernard Cornwells romansvit om vikingarnas invasion av England figurerar Guthrum i en betydande roll. Hans roll expanderades ännu mer i tv-adaptionen The Last Kingdom, där hans spelades av den svenske skådespelaren Thomas W. Gabrielsson. I TV-serien Vikings framställs han som sonen till en götisk jarl.